# أولاف الخامس
أولاف الخامس (بالنرويجية: Olav V‏) واسمه عند الميلاد ألكسندر كريستيان فريدريك (بالنرويجية: Alexander Edward Christian Frederik‏) هو ملك مملكة النرويج من سنة 1957 وحتى وفاته في يناير 1991. وُلد في يوم 2 يوليو 1903 في منزل أبلتون في نورفولك ببريطانيا لوالده لكارل أمير الدنمارك الذي عُرف منذ عام 1905 بهاكون السابع ملِك النرويج، أما أمه فهي ماود أميرة ويلز. يعتبر أولاف من أفضل الرياضيين في رياضة الملاحة الشراعية حيث حصل على الميدالية الذهبية في الألعاب الأولمبية الصيفية 1928 في أمستردام.

## روابط خارجية
- أولاف الخامس على موقع IMDb (الإنجليزية)
- أولاف الخامس على موقع الموسوعة البريطانية (الإنجليزية)
- أولاف الخامس على موقع الموسوعة البريطانية (الإنجليزية)
- أولاف الخامس على موقع مونزينجر (الألمانية)
- أولاف الخامس على موقع إن إن دي بي (الإنجليزية)
- أولاف الخامس على موقع قاعدة بيانات الفيلم (الإنجليزية)
- أولاف الخامس على موقع أوليمبيديا (الإنجليزية)